# Arzjom Kisly
Arzjom Aljaksandrwitsch Kisly (belarussisch Арцём Аляксандравіч Кіслы, russisch Артём Александрович Кислый/Artjom Alexandrowitsch Kisly; * 28. April 1989 in Hrodna, Weißrussische SSR, Sowjetunion) ist ein belarussischer Eishockeyspieler, der seit 2022 erneut beim HK Njoman Hrodna in der belarussischen Extraliga spielt.

## Karriere
Arzjom Kisly begann seine Karriere als Eishockeyspieler in seiner Heimatstadt beim HK Njoman Hrodna. Ab 2004 spielte er für die zweite Mannschaft des Klubs in der belarussischen Wysschaja Liga, der zweithöchsten Spielklasse des Landes. 2005 wechselte er zum HK Traktor Tscheljabinsk für dessen zweite Mannschaft er zunächst in der Perwaja Liga spielte. Nachdem er in der Spielzeit 2008/09 vorwiegend in der ersten Mannschaft in der Kontinentalen Hockey-Liga gespielt hatte, wurde er zu Beginn der Spielzeit 2009/10 in das Juniorenteam Belyje Medwedi aus der Molodjoschnaja Chokkeinaja Liga zurückgestuft. Daraufhin wechselte er für den Rest der Saison zu Juschni Ural Orsk in die Wysschaja Liga, die zweithöchste russische Spielklasse. Anschließend kehrte er für drei Jahre zu seinem Stammverein nach Hrodna zurück und wurde mit dem HK Njoman 2013 belarussischer Meister. Nach diesem Erfolg wechselte er zu Toros Neftekamsk in die Wysschaja Hockey-Liga, die er mit dem Team aus Baschkortostan 2015 gewinnen konnte. 2016 erreichte er die beste Plus/Minus-Bilanz der Liga. Anschließend versuchte er sich erneut bei Traktor Tscheljabinsk in der KHL, verließ den Klub aber bereits nach zwei Spielen und kehrte erneut nach Hrodna zurück. Mit Njoman wurde er 2017 und 2018, als er Topscorer in den Liga-Playoffs war, erneut belarussischer Meister. 2019 konnte er mit dem Klub den belarussischen Pokalwettbewerb gewinnen. Nach vier Jahren in seiner Geburtsstadt ging er für ein Jahr zum Ligakonkurrenten HK Schachzjor Salihorsk und 2021 zu Metallurg Schlobin, wo er ebenfalls in der Extraliga spielte und 2022 die Meisterschaft gewann. 2022 ging er zum wiederholten mal zum HK Njoman Hrodna.

### International
Für Belarus nahm Kisly im Juniorenbereich an der U20-Weltmeisterschaft 2009 in der Division I teil, bei der er die beste Plus/Minus-Bilanz des Turniers erreichte.
In der belarussischen Nationalmannschaft debütierte er bereits in der Saison 2009/10. Er wurde aber erstmals bei der Weltmeisterschaft 2013 in der Top-Division eingesetzt. Auch bei der Weltmeisterschaft 2018 spielte er für die Weißrussen in der Top-Division, musste jedoch den Abstieg hinnehmen. 2019 spielte er in der Division I, wo ihm mit den Weißrussen der sofortige Wiederaufstieg gelang, teil. Dieser konnte wegen der weltweiten Covid-19-Pandemie jedoch erst 2021, ohne Kisly, wahrgenommen werden.

## Erfolge und Auszeichnungen
- 2013 Belarussischer Meister mit dem HK Njoman Hrodna
- 2015 Gewinn der Wysschaja Hockey-Liga mit Toros Neftekamsk
- 2016 Beste Plus/Minus-Bilanz der Wysschaja Hockey-Liga
- 2017 Belarussischer Meister mit dem HK Njoman Hrodna
- 2018 Belarussischer Meister mit dem HK Njoman Hrodna
- 2019 Belarussischer Pokalsieger mit dem HK Njoman Hrodna
- 2022 Belarussischer Meister mit Metallurg Schlobin

### International
- 2009 Beste Plus/Minus-Bilanz bei der U20-Weltmeisterschaft der Division I, Gruppe A
- 2019 Aufstieg in die Top-Division bei der Weltmeisterschaft der Division I, Gruppe A